# Údolní nádrž Džbán
Údolní nádrž Džbán är en reservoar i staden Prag i Tjeckien.   Den ligger 6 km väster om Prags centrum, 303 meter över havet.